# Ponziano Loverini
Ponziano Loverini (Gandino  6 de julio de 1845 - Gandino  21 de agosto de 1929) fue un  pintor italiano, conocido principalmente por sus lienzos y frescos de temas sagrados.

## Biografía
Hijo de un sastre humilde y piadoso, Loverini nació en Gandino. Un tío lo ayudó a matricularse y su ciudad natal le otorgó una pensión para estudiar arte con el pintor Enrico Scuri en la Accademia Carrara de Bérgamo a partir de 1858.
En 1881 expuso en Milán el lienzo San obispo Filastrio y en 1884 en Turín el gran lienzo que representa a San Francisco ingresando en una orden monástica. Posteriormente expuso en Milán un lienzo que presentaba unos jóvenes desnudos sobre un fondo blanco. Entre sus obras destacan Estudios de la vida y Los favoritos de la abuela que fueron expuestos en Milán en 1886.  En 1887 expuso en Venecia el lienzo Coeci vident y pintó el gran lienzo de Santa Grata en honor del jubileo sacerdotal del papa León XIII que se encuentra en la Pinacoteca Vaticana. En 1887 emprendió un ciclo de frescos que representan la Historia de San Pedro para la iglesia parroquial de Trescore Balneario. Pintó frescos en la Basílica de San Pietro in Ciel d'Oro de Pavia. Entre 1888 y 1893 realizó cinco grandes lienzos para el Santuario de la Virgen del Rosario de Pompeya. Entre sus frescos destacan las cuatro figuras bíblicas de Job, Ezequiel, Jeremías y Tobías de 1913 de la Capilla monumental del Cimitero monumental de Bérgamo. Pintó Il Cantico di frate Sole para el Vaticano y el papa Pío X lo envió a la Exposición de Londres de 1904. Realizó también retratos, acuarelas y estudios de diversos géneros que se encuentran en colecciones privadas.
En 1893 se convirtió en asociado del Ateneo de Bérgamo. En 1895, fue uno de los fundadores del Círculo de artistas bergameses y fue nombrado miembro de la Comisión para la conservación de los monumentos de la Provincia de Bérgamo y en 1899 succedió a Cesare Tallone en el cargo de director de la Escuela de pintura de la Accademia Carrara donde permaneció hasta cuando dimitió por razones de salud (1926). Entre sus alumnos, destacaron como pintores Giacomo Belotti, Luigi Cassani, Guglielmo Guglielmini, Giovanni Zappettini, Romualdo Locatelli y Ernesto Quarti Marchiò.
Se casó en 1880 y tuvo cuatro hijos. La muerte precoz de dos de ellos lo sumió en una depresión que se agravó con el fallecimiento de su esposa en 1895. Falleció en Gandino en 1929.